# كارلوتا جيوفانيني
كارلوتا جيوفانيني (بالإيطالية: Carlotta Giovannini)‏ هي متسابقة جمباز فني إيطالية ولدت في يوم 5 يوليو 1990 في بلدة كاستل سان بييترو تيرمي في إيطاليا. أبرز انجازاتها هو فوزها بالميدالية الذهبية في بطولة أوروبا 2007 في مسابقة الفردي، وفازت بميدالية ذهبية أخرى في بطولة أوروبا 2006 في مسابقة الجماعي وفازت بالميدالية الفضية في بطولة أوروبا 2008 في مسابقة الفردي.